# Buenos Aires (Palmares)
Buenos Aires è un distretto della Costa Rica facente parte del cantone di Palmares, nella provincia di Alajuela.